# رياض الخليفي
رياض الخليفي (1969-) من قارئي القرآن الكريم ومن أئمة المساجد في دولة الكويت، يعمل إماما لمسجد مريم شاهين الغانم في الكويت.

## سيرته المهنيه
- رئيس منظمة الزكاة العالمية.[2]
- مؤسس ورئيس مجلس الإدارة بنك الإنتاج الفلسطيني.
- مدير عام شركة المستشار الشرعي الدولي للاستشارات والتدقيق الشرعي والتدريب الكويت.
- الخبير المشارك في المالية الإسلامية لدى المجامع الفقهية الدولية.
- مستشار شرعي وعضو هيئة الفتوى لدى عدد من المؤسسات المالية الإسلامية داخل وخارج الكويت.
- مؤسس ومستشار قسم التدقيق الشرعي الداخلي لدى الأمانة العامة للأوقاف بدولة الكويت.
- مستشار البرامج الإسلامية ومدير شهادة ( الخدمات المصرفية والمالية الإسلامية ) معهد الدراسات المصرفية.
- عضو مؤسس الهيئة الإسلامية العالمية للاقتصاد والتمويل التابعة لرابطة العالم الإسلامي ، الرياض.
- مُحَكَّم دولي معتمد في التحكيم التجاري مركز التحكيم التجاري لدول مجلس التعاون الخليجي.
- دكتوراه في فقه المعاملات المالية المعاصرة كلية دار العلوم بجمهورية مصر العربية.
- ماجستير أصول الفقه ( دلالة الأمر عند الأصوليين ) كلية دار العلوم بجامعة القاهرة.
- ماجستير القانون الخاص ( التجاري ) ( محل عقد تداول الأسهم ) جامعة الشرق الأوسط بالمملكة الأردنية الهاشمية.
- بكالوريوس الشريعة الإسلامية جامعة الإمام محمد بن سعود الإسلامية بالرياض.
- دبلوم مهني معتمد تخصص ( بنوك وتمويل تقليدي ) من كلية نيوكاسل ببريطانيا.

## الأبحاث العلمية المحكمة
- المقاصد الشرعية وأثرها في فقه المعاملات المالية) مجلة الاقتصاد الإسلامي / السعودية.
- التجديد في فقه المعاملات المالية المعاصرة ) مجلة الشريعة / الكويت.
- قوانين البنوك الإسلامية.. الأسس الشرعية والمعايير الاقتصادية ) مجلة الحقوق / الكويت.
- قانون التأمين التكافلي.. الأسس الشرعية والمعايير الفنية ) مجلة الحقوق / الكويت.
- القاعدة الفقهية.. حجيتها وضوابط الاستدلال بها ) مجلة الشريعة / الكويت.
- استبدال الراتب في التأمينات الاجتماعية أو بيع المعاش التقاعدي ) مجلة الشريعة / الكويت.
- التكييف الفقهي للعلاقات المالية بشركات التامين التكافلية ) مجلة الشريعة / الإمارات.
- شرط سقوط الحق في التعويض في التأمين التكافلي ) مجلة الشريعة / الكويت.
- مراجعات نقدية في مصادر القاعدة القانونية ) مجلة جامعة اليرموك / الأردن.
- الاعتياض عن الحقوق المعنوية.. مفهومه وضوابطه ) مجلة الشريعة / الكويت.

## التطوير والابتكارات العلمية
- ابتكار وتطوير وتأسيس نموذج عمل( بنوك الإنتاج ).
- تطوير نموذج ( الأهرامات الثلاثة ) ( تحليل أصول الأزمات الاقتصادية في ضوء الشريعة الإسلامية ).
- تطوير نموذج ( الهندسة المالية الإسلامية ) و ( نظام الحظر المالي في الشريعة الإسلامية ).
- تطوير منتج تأميني.. ( نظام الوقف التكافلي ).
- تطوير نموذج ( قانون الحركة المالية في الشريعة الإسلامية ).
- تطوير استراتيجية ( التحول نحو المصرفية الإسلامية ).
- تطوير استراتيجية ( أسلمة البنوك المركزية ).
- تطوير منهج علمي معاصر باسم ( علم المالية الإسلامية ).
- تطوير نموذج ( نظام الجودة الشرعية للمؤسسات الخيرية ).
- تطوير نظرية ( هيئات الرقابة الشرعية في المؤسسات المالية الإسلامية ).
- تطوير نموذج ( استراتيجية التدقيق الشرعي الخارجي ).
- تطوير وصياغة نص قانون نموذجي بشأن ( حظر الفائدة الربوية في القطاع المصرفي والمالي ).
- تطوير وصياغة منتج تمويلي مصرفي باسم (التمويل الصفري).
- تطوير وصياغة نموذج (محاسبة الزكاة المعاصرة طبعا لمعيار الغنى في الشريعة الإسلامية).

## روابط خارجية
- مصحف الشيخ رياض الخليفي في موقع قران سيمز
- مصحف الشيخ رياض الخليفي في موقع نداء الايمان
- مصحف الشيخ رياض الخليفي في موقع قصيمي